# Diecezja łomżyńska

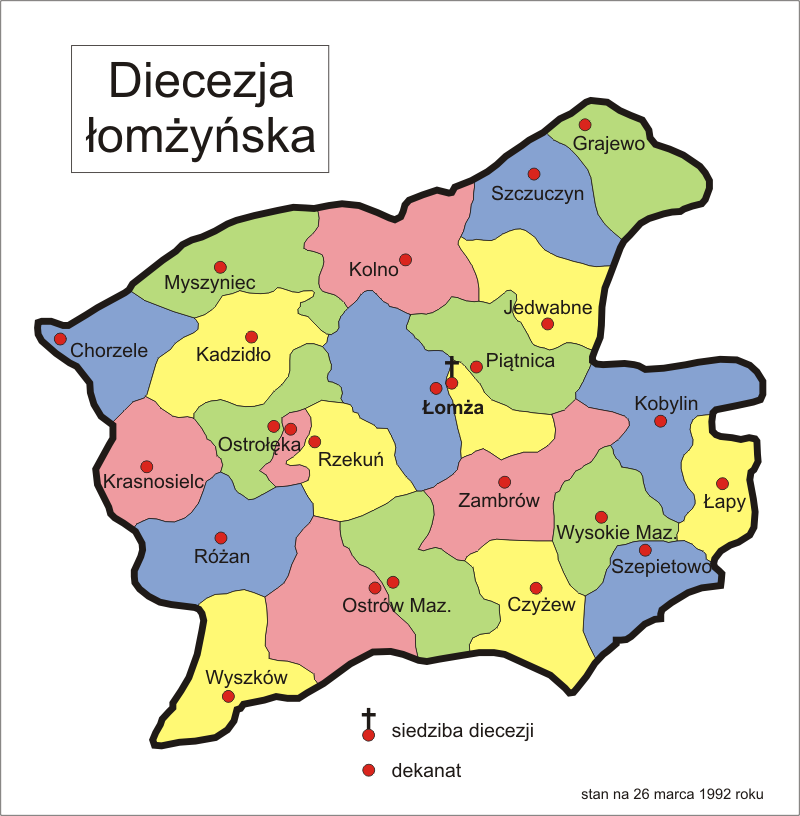
Mapa diecezji łomżyńskiej

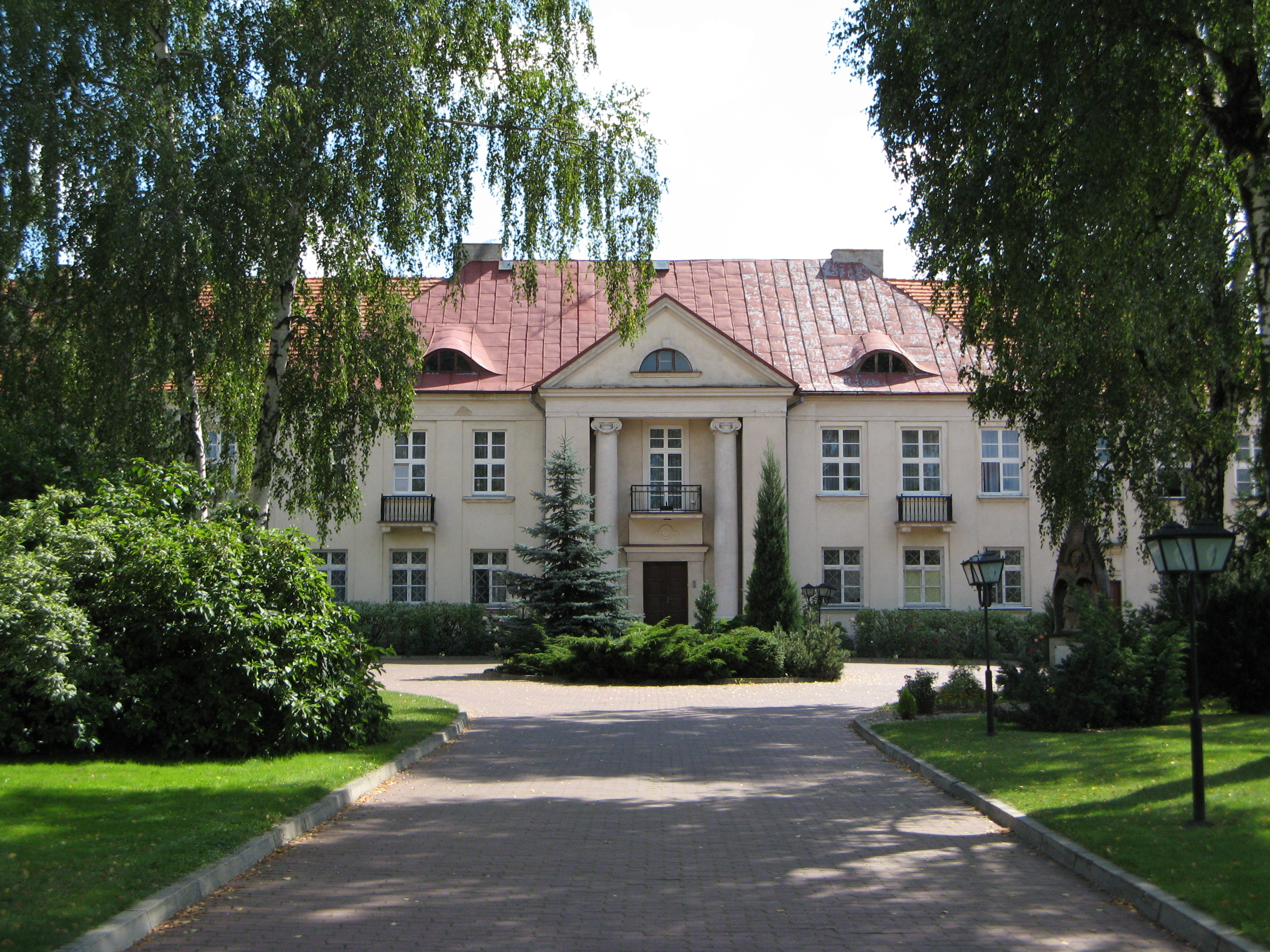
Neoklasycystyczny pałac biskupi w Łomży

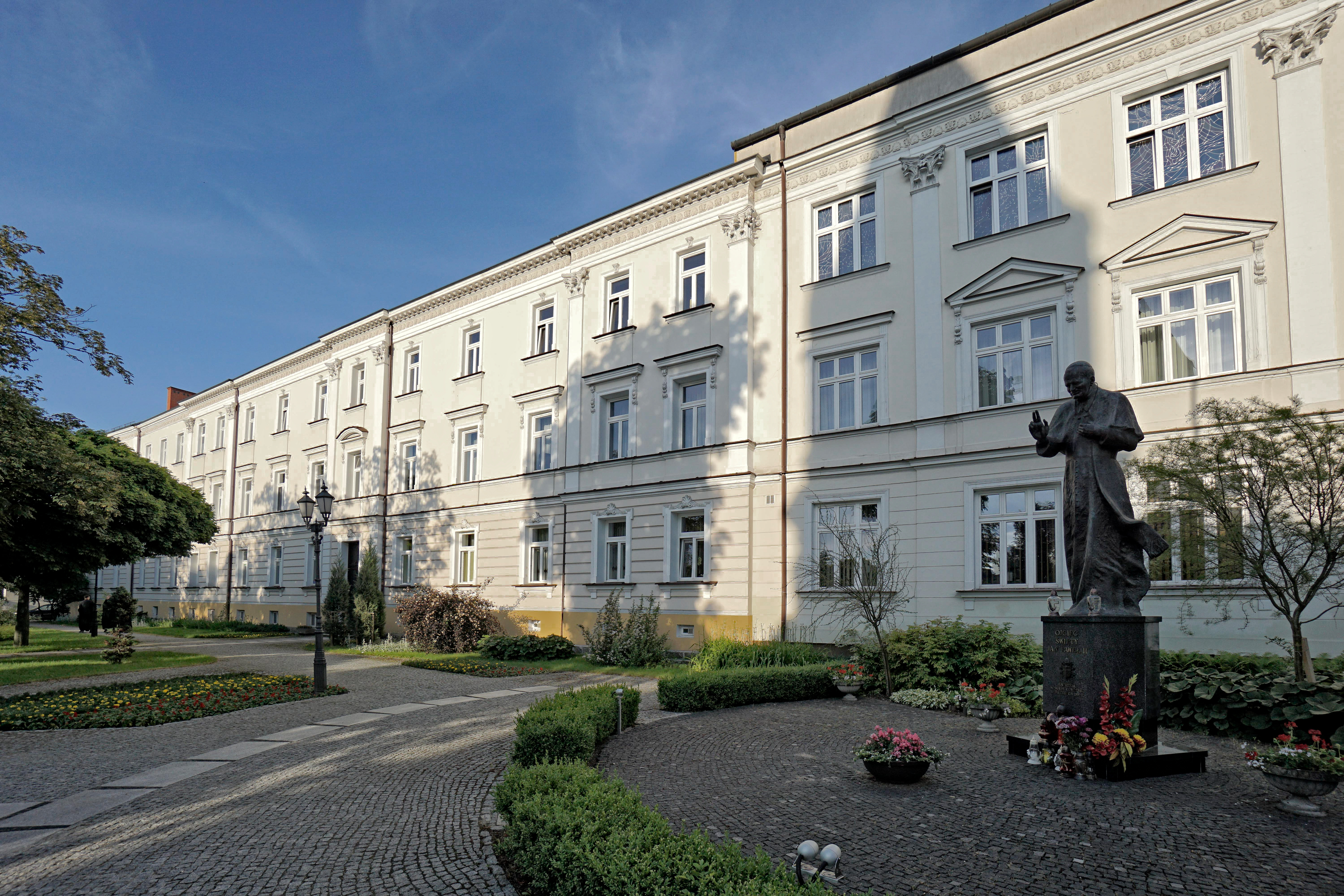
Wyższe Seminarium Duchowne w Łomży

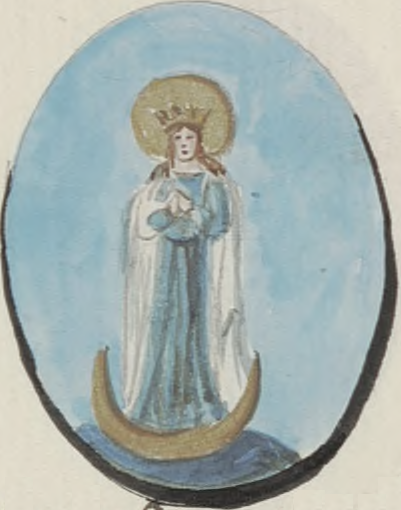
Herb diecezji augustowskiej (in. sejneńskiej), której następcą jest Łomża

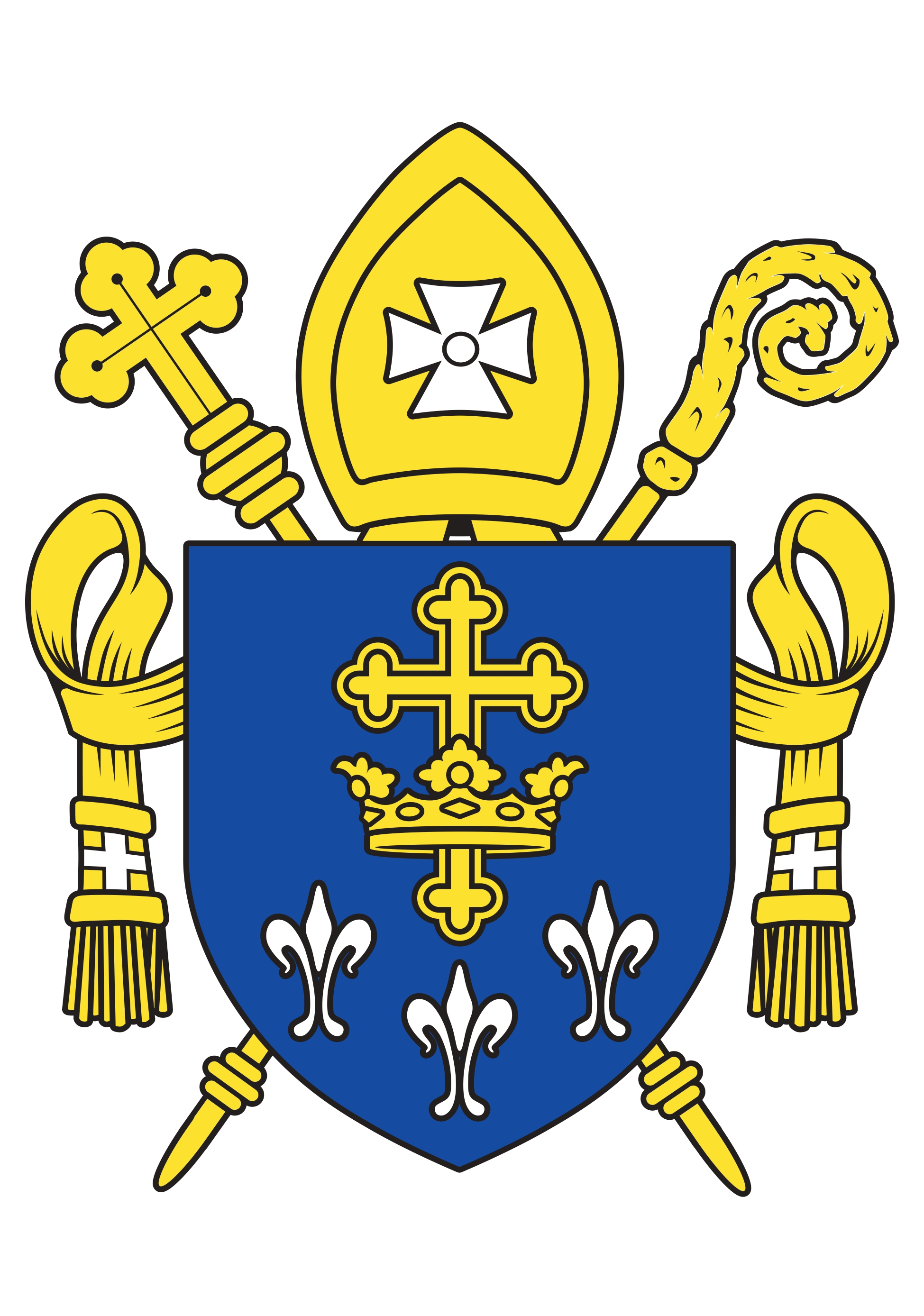
Herb diecezji łomżyńskiej ustanowiony w 2025 roku

Diecezja łomżyńska (łac. Dioecesis Lomzensis) – jedna z trzech diecezji obrządku łacińskiego w metropolii białostockiej w Polsce powołana bullą Vixdum Poloniae unitas z 28 października 1925 przez papieża Piusa XI.

## Kalendarium

### Diecezja wigierska i diecezja sejneńska
- 1807 – Obwód białostocki w wyniku traktatu w Tylży, zostaje włączony do Cesarstwa Rosyjskiego. Diecezja wigierska traci dekanaty: Białystok, Bielsk, Brańsk, Drohiczyn, Knyszyn i Sokółka
- 1818 – Ostateczne rozwiązanie diecezji wigierskiej. Papież Pius VII, bullą Ex imposita Nobis eryguje diecezję sejneńską (augustowską). Pokrywała się z granicami województwa augustowskiego. Prócz reszty diecezji wigierskiej, w skład nowej diecezji weszły dekanaty odebrane Płockowi: Łomża, Wąsosz i Wizna.
- 1921 – W wyniku traktatu ryskiego, diecezja sejneńska traci dekanaty: Kalwaria, Mariampol, Wiłkowyszki, Władysławów i część dekanatu Sejny
- 1921–1925 – w trakcie prac nad reorganizacją uszczuplonej diecezji sejneńskiej narodził się pomysł, by nową stolicą stała się Łomża
- 1925 – Ostateczne rozwiązanie diecezji sejneńskiej.

### Diecezja łomżyńska
- 1925 – Papież Pius XI bullą Vixdum Poloniae unitas eryguje diecezję łomżyńską. Do diecezji włączono z Płocka: Czyżew, Ostrów Mazowiecka i fragment dekanatu ostrołęckiego. Diecezje podzielono na nowo na 15 dekanatów: Augustów, Czyżew, Jedwabne, Kolno, Łomża, Ostrołęka, Ostrów Mazowiecka, Sejny, Sokoły, Suwałki, Szczuczyn, Śniadowo, Teolin, Wąsosz i Wysokie Mazowieckie. Biskupem został Romuald Jałbrzykowski.
- 1945 – w wyniku zmian granic Łomża traci część dekanatu Teolin.
- 1992 – w wyniku decyzji Jana Pawła II, zawartej w bulli Totus Tuus Poloniae Populus diecezja łomżyńska traci dekanaty: Augustów – Najświętsze Serce Jezusa, Augustów – Matka Boża Częstochowa, Suwałki – Święta Aleksandra, Suwałki – Święty Piotr i Paweł, Sejny, fragment dekanatu grajewskiego, fragment dekanatu Rajgród, fragment dekanatu rydzewskiego i fragment dekanatu Pruska (na rzecz nowej diecezji ełckiej). Zyskuje natomiast kosztem Płocka: Różan, fragment dekanatu wyszkowskiego, fragment dekanatu chorzelskiego, fragment dekanatu makowskiego, fragment dekanatu przasnyskiego.

## Podział na dekanaty
- Dekanat Chorzele
- Dekanat Czyżew
- Dekanat Grajewo
- Dekanat Jedwabne
- Dekanat Kadzidło
- Dekanat Kobylin
- Dekanat Kolno
- Dekanat Krasnosielc
- Dekanat Łapy
- Dekanat Łomża – św. Brunona
- Dekanat Łomża – św. Michała Archanioła
- Dekanat Myszyniec
- Dekanat Ostrołęka – Nawiedzenia Najświętszej Maryi Panny
- Dekanat Ostrołęka – św. Antoniego
- Dekanat Ostrów Mazowiecka – Chrystusa Dobrego Pasterza
- Dekanat Ostrów Mazowiecka – Wniebowzięcia Najświętszej Maryi Panny
- Dekanat Piątnica
- Dekanat Różan
- Dekanat Rzekuń
- Dekanat Szczuczyn
- Dekanat Szepietowo
- Dekanat Wysokie Mazowieckie
- Dekanat Wyszków
- Dekanat Zambrów

## Instytucje
- Kuria diecezjalna
- Wyższe Seminarium Duchowne w Łomży
- Sąd biskupi
- Caritas diecezjalne
- Łomżyńska Kapituła Katedralna
- Centrum Edukacji Medialnej SpesMediaGroup
- Muzeum Diecezjalne
- Archiwum

## Biskupi
- Biskup diecezjalny: bp dr Janusz Stepnowski (od 2011)
- Biskup pomocniczy / wikariusz generalny: bp dr Tadeusz Bronakowski (od 2006)

## Biskupi łomżyńscy
- Romuald Jałbrzykowski (1926)
- Stanisław Kostka Łukomski (1926–1948)
- Czesław Falkowski (1949–1969)
- Mikołaj Sasinowski (1970–1982)
- Juliusz Paetz (1983–1996)
- Stanisław Stefanek (1996–2011)
- Janusz Stepnowski (od 2011)

## Protonotariusze Apostolscy
- Ks. infułat dr Jan Sołowianiuk, emerytowany wikariusz biskupi
- Ks. infułat dr Andrzej Zdzisław Miałchowski, były rektor Wyższego Seminarium Duchownego w Łomży
- Ks. infułat dr Karol Łapiński, od wielu lat posługujący w Warszawie oraz w Rzymie jako pracownik nuncjatury apostolskiej w Polsce

## Główna świątynia

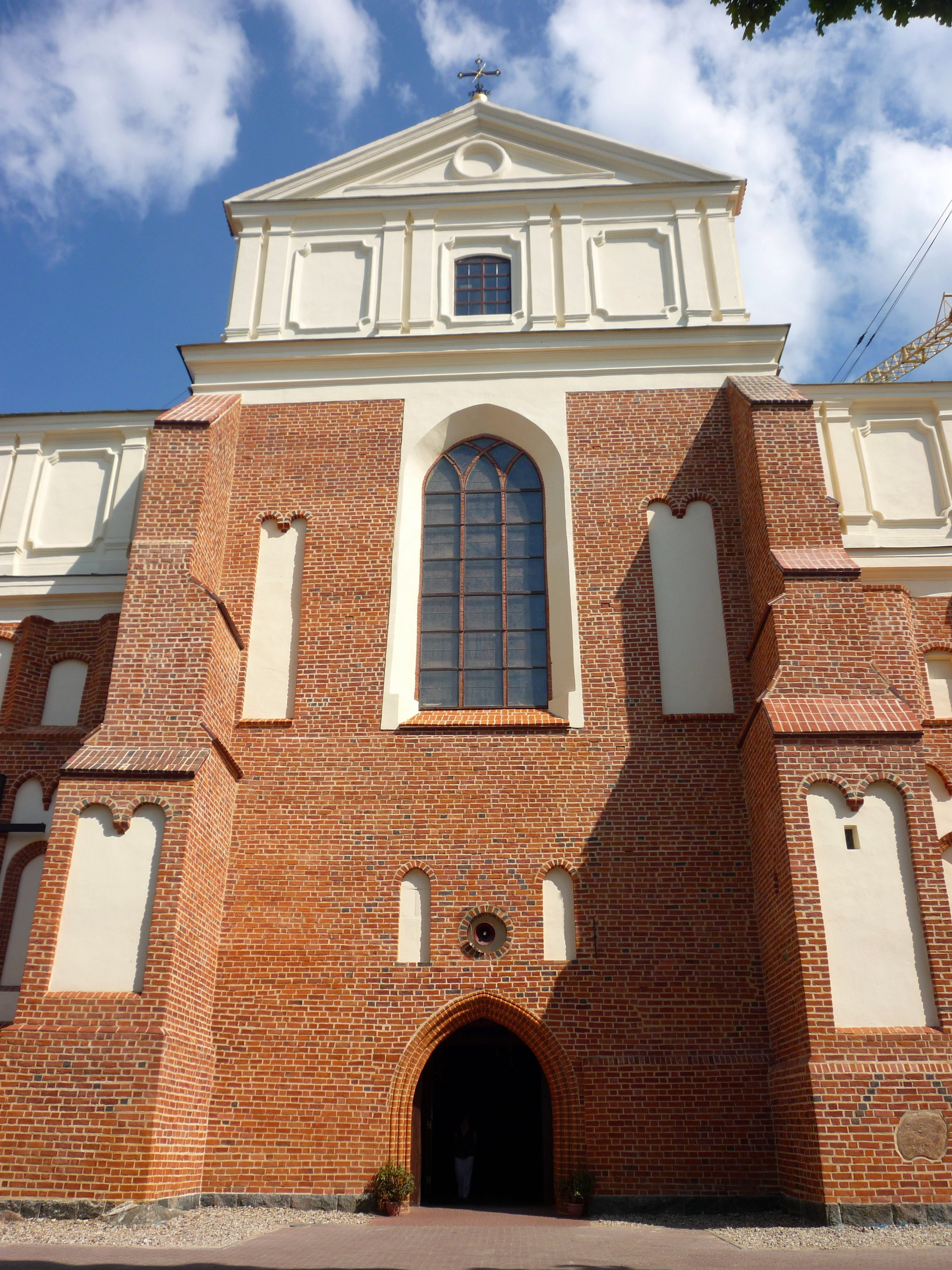
Katedra św. Michała Archanioła w Łomży

- Katedra św. Michała Archanioła w Łomży (rocznica poświęcenia: 4 września)

## Sanktuaria
- Matki Boskiej Hodyszewskiej
- Matki Boskiej Łomżyńskiej Pięknej Miłości
- Matki Boskiej Osuchowskiej
- Matki Boskiej Płonkowskiej
- Matki Boskiej Wąsewskiej
- Matki Boskiej Wąsoskiej
- Najświętszej Maryi Panny Dąbrowskiej
- Miłosierdzia Bożego w Łomży
- Świętego Antoniego z Padwy w Ostrołęce
- Świętej Teresy od Dzieciątka Jezus w Porządziu
- Świętego Idziego w Wyszkowie
- Świętej Rodziny w Wyszkowie
- Matki Bożej Pocieszenia Pani Małopłockiej

## Patroni
- Święty Bruno z Kwerfurtu, biskup i męczennik (główny patron)
- Święty Andrzej Bobola, prezbiter i męczennik

## Błogosławieni z terenu diecezji
- Bł. ks. Adam Bargielski
- Bł. ks. Michał Piaszczyński
- Bł. ks. kard. Stefan Wyszyński